# Appcode
AppCode是一款已经不受支持的适用于 iOS/macOS 开发的智能IDE(集成开发环境)，由JetBrains软件公司开发，目前已经不再作为商业产品提供，用户可以自由下载 （页面存档备份，存于）并使用。

## 历史
最初版本于2011年10月25日正式发布
2011年首次支持LLDB 调试

## AppCode的终止[3]
在 2011 年发布 AppCode 1.0 后，JetBrains 致力于为 iOS/macOS 平台提供更优化的编码体验。其发展历程中，AppCode 实现了多项关键功能，包括对 C++ 的出色支持、对 Swift 语言的快速支持，以及 Kotlin Multiplatform Mobile (KMM) 技术的集成。 尽管取得了这些进展并获得了一定的用户增长，AppCode 的市场份额并未达到 JetBrains 的预期，最终导致其在 2024 年停止开发。
AppCode 的终止并不影响 KMM 的发展。KMM 作为一个独立的工具，将继续受益于 JetBrains 对 Kotlin 的投入和在移动开发领域的专业知识。
关于 AppCode 的后备许可证，JetBrains 采取了不同于常规的授予方式，用户将获得其订阅结束时可用的版本许可，而非订阅开始时的版本。

## 系统需求
- Xcode 13.2-14.3
- macOS 11.3 或更高版本
- 至少 2 GB 可用 RAM 和 8 GB 总系统 RAM
- 3.5 GB 硬盘空间，建议使用 SSD
- 最低屏幕分辨率 1024x768